# Mistrzostwa Ameryki Północnej, Środkowej i Karaibów w Piłce Siatkowej Kobiet 1985
IX Mistrzostwa Ameryki Północnej, Środkowej i Karaibów w piłce siatkowej kobiet odbyły się w 1985 roku w Santiago de los Caballeros w Dominikanie. W mistrzostwach wystartowało 10 reprezentacji. Mistrzem została po raz piąty reprezentacja Kuby.

## Klasyfikacja końcowa
| Miejsce | Reprezentacja                        |
| ------- | ------------------------------------ |
|         | Kuba                                 |
|         | Stany Zjednoczone                    |
|         | Kanada                               |
| 4.      | Portoryko                            |
| 5.      | Dominikana                           |
| 6.      | Haiti                                |
| 7.      | Antyle Holenderskie                  |
| 8.      | Panama                               |
| 9.      | Gwatemala                            |
| 10.     | Wyspy Dziewicze Stanów Zjednoczonych |